# Линдси, Генри, 13-й граф Кроуфорд
Генри Линдси (англ. Henry Lindsay; умер в 1623, Финхейвен, Ангус, Королевство Шотландия) — шотландский аристократ, 13-й граф Кроуфорд и 21-й барон Кроуфорд с 1620/21 года.

## Биография
Генри Линдси принадлежал к знатному англо-шотландскому роду, известному с XI века и владевшему баронией Кроуфорд на юге Ланаркшира. Он был вторым сыном Дэвида Линдси, 10-го графа Кроуфорда, и его жены Маргарет Битон. В 1620 или 1621 году, после смерти племянника Дэвида Линдси, Генри унаследовал семейные владения и титулы. Он занимал пост мастера двора королевы Анны Датской, жены Якова I.
13-й граф был женат дважды — на Хелен Чисхольм (дочери Джеймса Чисхольма и Джин Драммонд) и Элизабет Шоу (дочери сэра Джеймса Шоу и Марджори Кирколди). В этих браках родились четверо сыновей:
- Джордж (в первом браке, умер в 1633), 14-й граф Кроуфорд;
- Джон (в первом браке, умер в 1615);
- Александр (во втором браке, 1599—1639), 15-й граф Кроуфорд;
- Людовик (во втором браке, 1600—1652), 16-й граф Кроуфорд[4].

Известно, что у графа были ещё две дочери.